# Takuya Yamada
Takuya Yamada (født 24. august 1974) er en japansk fodboldspiller.

## Japans fodboldlandshold
| Japans landshold | Japans landshold | Japans landshold |
| År               | Kmp              | Mål              |
| ---------------- | ---------------- | ---------------- |
| 2003             | 1                | 0                |
| 2004             | 3                | 0                |
| Total            | 4                | 0                |